# Lista de prefeitos de Major Sales
Esta é a lista de prefeitos de Major Sales, município brasileiro do estado do Rio Grande do Norte.
Todos os ex-prefeitos do município estão vivos.
| Nº | Prefeito(a) (Nascimento–Falecimento)                               | Partido | Início de mandato     | Fim de mandato         | Vice-prefeito(a)                       | Observações                     |
| -- | ------------------------------------------------------------------ | ------- | --------------------- | ---------------------- | -------------------------------------- | ------------------------------- |
| 1  | Carlos José Fernandes (Quixeramobim, 24.03.1973)                   | PL      | 1º de janeiro de 1997 | 31 de dezembro de 2004 | Raimundo Matias de Oliveira            | Prefeito e vice eleitos         |
| 1  | Carlos José Fernandes (Quixeramobim, 24.03.1973)                   | PL      | 1º de janeiro de 1997 | 31 de dezembro de 2004 | Raimundo Matias de Oliveira            | Prefeito e vice reeleitos       |
| 2  | Maria Elce Mafaldo de Paiva Fernandes (Pau dos Ferros, 07.10.1968) | PSB     | 1º de janeiro de 2005 | 31 de dezembro de 2012 | Damiana Nazário de Figueiredo Oliveira | Prefeita e vice eleitas         |
| 2  | Maria Elce Mafaldo de Paiva Fernandes (Pau dos Ferros, 07.10.1968) | PSB     | 1º de janeiro de 2005 | 31 de dezembro de 2012 | Damiana Nazário de Figueiredo Oliveira | Prefeita e vice reeleitas       |
| 3  | Thales André Fernandes (Natal, 04.08.1981)                         | PMDB    | 1º de janeiro de 2013 | 31 de dezembro de 2020 | Valdecir Nazário de Figueiredo         | Prefeito e vice eleitos         |
| 3  | Thales André Fernandes (Natal, 04.08.1981)                         | PMDB    | 1º de janeiro de 2013 | 31 de dezembro de 2020 | Maria Elce Mafaldo de Paiva Fernandes  | Prefeito reeleito e vice eleita |
| 4  | Maria Elce Mafaldo de Paiva Fernandes (Pau dos Ferros, 07.10.1968) | MDB     | 1º de janeiro de 2021 | até a atualidade       | Francisco Allan Fernandes Rodrigues    | Prefeita e vice eleitos         |
| 4  | Maria Elce Mafaldo de Paiva Fernandes (Pau dos Ferros, 07.10.1968) | MDB     | 1º de janeiro de 2021 | até a atualidade       | Francisco Allan Fernandes Rodrigues    | Prefeita e vice reeleitos       |